# Inmigración islandesa en Canadá
Canadá cuenta con la mayor población de etnia islandesa fuera de Islandia, con alrededor de 88.875 personas de ascendencia islandesa según el censo de 2006 de Canadá. Muchos canadienses de ascendencia islandesa son descendientes de personas que huyeron de una erupción del volcán islandés Askja, ocurrida en 1875.

## Historia
La historia entre los islandeses y América del Norte se remonta aproximadamente hace mil años atrás. Los primeros europeos en llegar a América del Norte fueron, de hecho, los nórdicos de Islandia, que han hecho por lo menos un gran esfuerzo en el establecimiento en lo que hoy es la provincia canadiense de Terranova (L'Anse aux Meadows) alrededor del año 1009. 
Snorri Þorfinnsson, el hijo de Þorfinnr Karlsefni y su esposa Guðríðr, es el primer europeo conocido en haber nacido en el Nuevo Mundo. En 1875, más de 200 islandeses emigraron a Manitoba, estableciendo la colonia de Nueva Islandia, a lo largo de la orilla oeste del lago Winnipeg, se trata de la primera parte de una gran ola de inmigrantes que se asentaron en las praderas de Canadá.

## Demografía

### Censo de 2006
Las principales comunidades islandesas en Canadá se pueden encontrar en las siguientes provincias, de acuerdo al censo de 2006, ordenadas de mayor a menor:
- Manitoba: 30.555[6]
- Columbia Británica: 22.115[7]
- Alberta: 16.870[8]
- Ontario: 11.140[9]
- Saskatchewan: 6.445[10]

### Censo de 2011

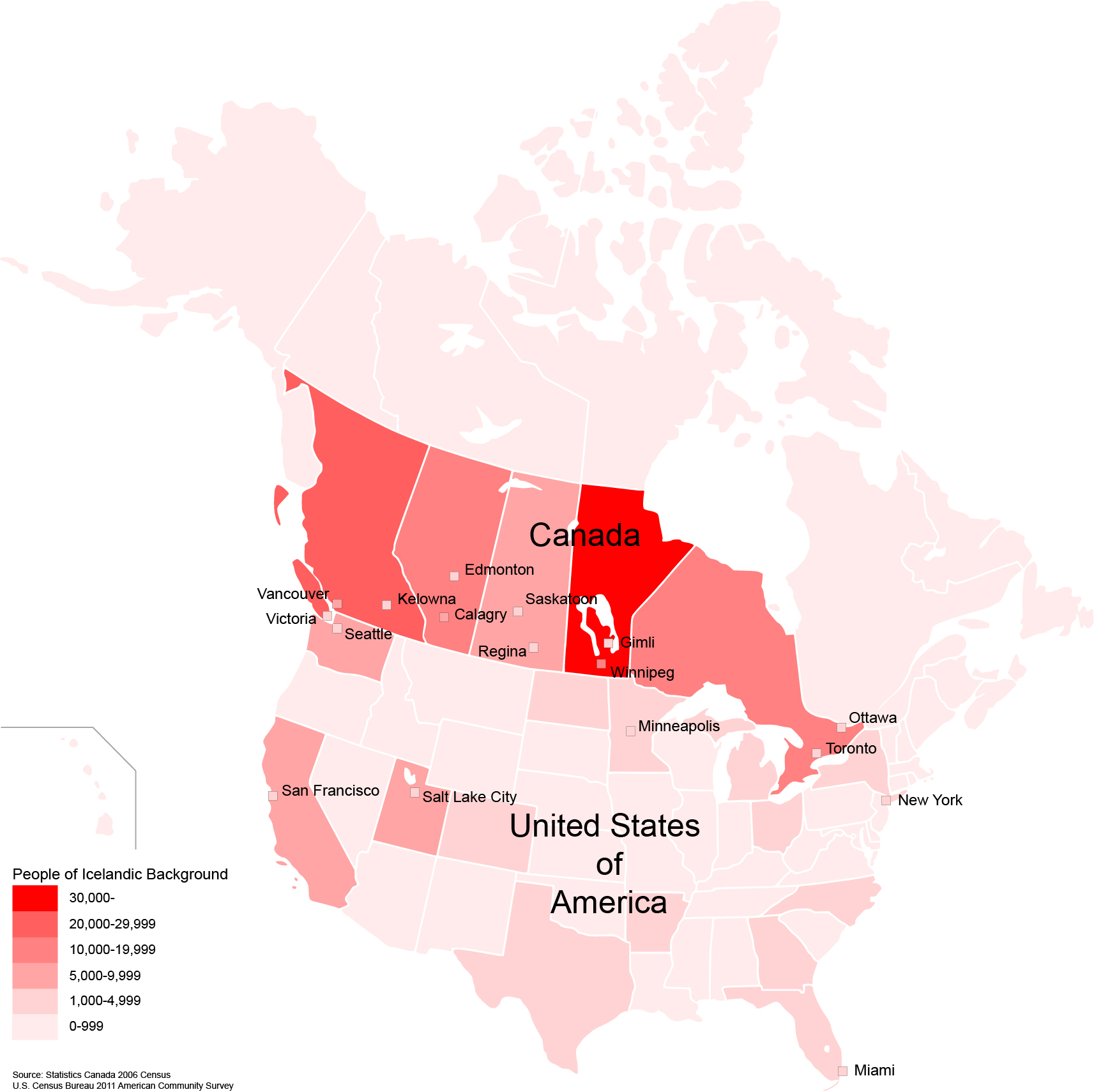
Mapa que muestra la distribución de las personas de origen étnico o de ascendencia islandesa en América del Norte por estado, provincia o territorio. Nótese que la principal concentración se encuentra en Manitoba.

| Provincia o territorio    | Islando-canadienses | Porcentaje |
| ------------------------- | ------------------- | ---------- |
| Canadá                    | 94.205              | 0.3%       |
| Manitoba                  | 30.025              | 2.6%       |
| Columbia Británica        | 22.600              | 0.5%       |
| Alberta                   | 17.075              | 0.5%       |
| Ontario                   | 13.130              | 0.1%       |
| Saskatchewan              | 9.010               | 0.9%       |
| Quebec                    | 835                 | 0.01%      |
| Nueva Escocia             | 620                 | 0.07%      |
| Nuevo Brunswick           | 325                 | 0.04%      |
| Yukón                     | 200                 | 0.6%       |
| Terranova y Labrador      | 155                 | 0.03%      |
| Territorios del Noroeste  | 120                 | 0.3%       |
| Isla del Príncipe Eduardo | 95                  | 0.07%      |
| Nunavut                   | 20                  | 0.06%      |